# Lower Frisco, Novi Meksiko
Lower Frisco je popisom određeno mjesto u okrugu Catronu u američkoj saveznoj državi Novom Meksiku. Prema popisu stanovništva SAD 2010. ovdje je živio 31 stanovnik. Dio je San Francisco Plaze.

## Zemljopis
Nalazi se na 33°39′05″N 108°47′22″W / 33.6514665°N 108.7894282°W 
Prema Uredu SAD-a za popis stanovništva, zauzima 2,62 km2 površine, od čega 2,615 suhozemne.

## Stanovništvo
Prema podatcima popisa 2010. ovdje je bio 31 stanovnik, 18 kućanstava od čega 10 obiteljskih, a sve stanovništvo po rasi bili su bijelci. Hispanoamerikanaca i Latinoamerikanaca svih rasa bilo je 38,7%.